# Педерсен, Густав Натвиг
Густав Натвиг Педерсен (норв. Gustav Natvig-Pedersen; 18 августа 1893, Ставангер — 27 мая 1965) — норвежский политический и государственный деятель. Президент норвежского парламента (стортинга) (11 января 1949 — 10 января 1954), филолог, педагог.

## Биография
Сын парусного мастера. Окончил Соборную школу Ставангера. Обучался на офицерских курсах. В 1913 году служил офицером-срочником, в 1920 году — старший лейтенант.
Учительствовал. Член Рабочей партии Норвегии.
Окончил филологический факультет университета. Во время и после учёбы в университете совершил ознакомительные поездки в Великобританию (1916, 1919 и 1928), Германию (1920), Францию (1928) и США (1932). С 1928 г. учился в Лондонской школе экономики и политических наук.
Во время Второй мировой войны за бойкот созданному нацистами Союзу учителей находился в заключении в концлагере Грини в Норвегии, с 3 мая 1943 года до конца войны в концлагере Заксенхаузене в Германии.
Вице-президент стортинга с 1946 года, в 1949—1953 годах — президент Президент норвежского парламента (стортинга).
С 1946 году работал директором школы в Ставангере и занимал эту должность до 1962 года.
С 1948 по 1965 год был членом Норвежского Нобелевского комитета.

## Научная деятельность
Был одним сторонников орфографической реформой норвежского языка 1938 года, в результате которой произошло сближение Новонорвежского языка и букмола. Издал орфографический словарь Norsk rettskrivingsordliste (в соавт., 1938); который переиздавался десять раз. В следующем году опубликовал учебник на норвежском букмоле. Позже был членом Комитета по норвежскому языку (с 1953 по 1962), в 1959 году вместе с К. Эгеландом выпустил новую версию норвежского rettskrivingsordliste.